# Alophia (Plantae)
Alophia je biljni rod iz porodice perunikovki. Postoji pet priznatih vrsta koje rastu od južnih predjela SAD–a preko Srednje Amerike na jug do Mato Grossa do Sul i Bolivije.

## Vrste
1. Alophia drummondii (Graham) R.C.Foster
2. Alophia intermedia (Ravenna) Goldblatt
3. Alophia medusa (Baker) Goldblatt
4. Alophia silvestris (Loes.) Goldblatt
5. Alophia veracruzana Goldblatt & T.M.Howard

## Sinonimi
- Eustylis Engelm. & A.Gray